# Huragan Gustav (2008)
Huragan Gustav – potężny cyklon tropikalny, który na przełomie sierpnia i września 2008 zagroził wybrzeżu amerykańskich stanów Luizjana, Missisipi i Alabama, po uderzeniu w Kubę i Haiti. W jego wyniku śmierć poniosły 153 osoby.
Na 36 godzin przed nadejściem huraganu zarządzono obowiązkową całkowitą ewakuację Nowego Orleanu i okolic, obszaru uprzednio zdewastowanego i odbudowywanego po przejściu huraganu Katrina 26 sierpnia 2005.

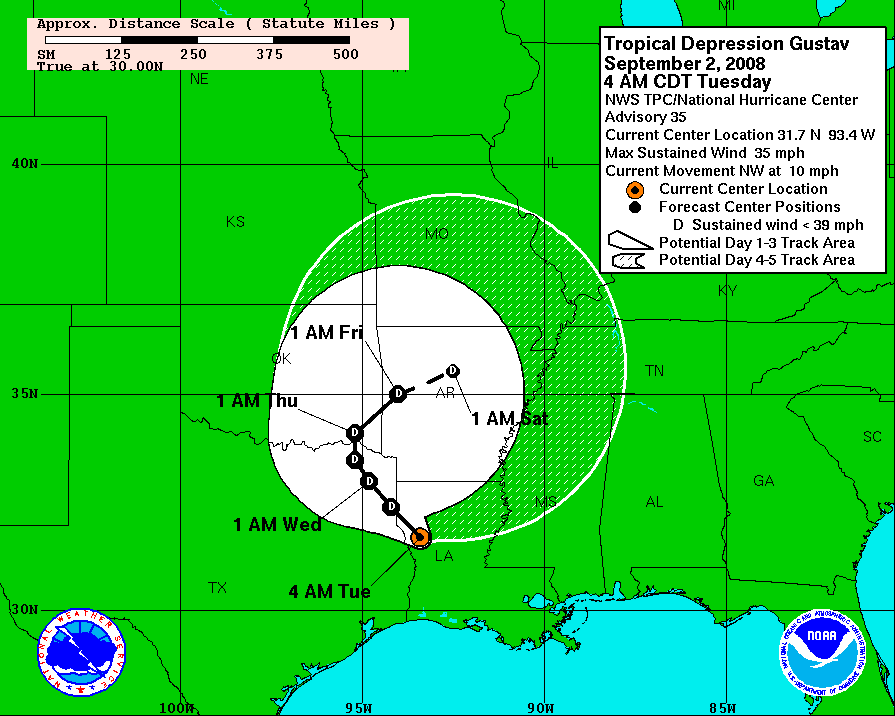
Prognoza szlaku oka huraganu Gustav (uaktualniana)

Huragan Gustav powstał ranem 25 sierpnia 2008 ok. 420 km na południowy wschód od miasta Port-au-Prince. Szybko wzrósł w sile do rangi sztormu tropikalnego jeszcze tego samego popołudnia. Stał się huraganem w pierwszych godzinach 26 sierpnia. Później tego samego dnia Gustav dotarł do haitańskiej osady Jacmel. 31 sierpnia przypisano mu ok. 85 ofiar śmiertelnych. Gustav przeszedł nasilenie ze sztormu tropikalnego do huraganu IV kategorii w zaledwie 24 godziny.
Gustav to siódmy sztorm z nazwą własną, trzeci huragan i drugi silny huragan na Atlantyku w roku 2008. Po przejściu nad Kubą huragan wzmocnił się nad Zatoką Meksykańską do IV kategorii na skali Saffira-Simpsona i zmierzał w linii prostej w kierunku północno-zachodnim.
Huragan dotarł do wybrzeża stanu Luizjana 1 września 2008. Jego środek przeszedł kilka kilometrów na zachód od Nowego Orleanu. Ponieważ duża część powierzchni miasta leży poniżej poziomu morza, zaistniało poważne niebezpieczeństwo ponownego jego zatopienia przez wody spiętrzone przez huragan. Uprzednio Nowy Orlean zatopiony został przez huragan Katrina po przerwaniu wałów przeciwpowodziowych, odgradzających miasto na północy od jeziora Pontchartrain, a na południu od sieci kanałów, kiedy woda zalała około 80% powierzchni miasta. Pomimo lokalnych podtopień, tym razem kanałami z kierunku południowego, miasto uniknęło ponownej katastrofy.

## Ofiary
| Kraj              | Ofiary śmiertelne |
| ----------------- | ----------------- |
| Haiti             | 77                |
| Stany Zjednoczone | 53                |
| Jamajka           | 15                |
| Dominikana        | 8                 |
| Razem             | 153               |